# Шкотска национална галерија
Шкотска национална галерија (раније Национална галерија Шкотске) је национална уметничка галерија Шкотске. Налази се на Моунду у центру Единбурга, у близини <i>Принцес Стрит</i>. Зграду је у неокласичном стилу пројектовао Вилијам Хенри Плејфер, а први пут отворена за јавност 1859. године.
У галерији се налази национална збирка ликовне уметности Шкотске, која обухвата шкотску и међународну уметност од почетка ренесансе до почетка 20. века.
Шкотску националну галерију воде Националне галерије Шкотске, јавно тело које такође поседује Шкотску националну галерију модерне уметности и Шкотску националну галерију портрета. Због своје архитектонске сличности, Шкотску националну галерију посетиоци често збуњују са суседном зградом Краљевске шкотске академије, посебном институцијом која блиско сарађује са Шкотском националном галеријом.
- Архитектонске карактеристике
- Фотографија здања
- Јонски стубови на објекту
- Унутрашњост приземља

У језгру колекције Националне галерије налази се група слика пренета са Краљевске шкотске академије. Ово укључује ремек-дела Јакопа Басана, ван Дајка и Ђованија Тијепола.
У главним просторијама у приземљу Галерије изложено је неколико великих платна великих размера као што су дела Рубенса и неколико слика Тицијана. Шкотска национална галерија је такође заједно са Музејом Викторије и Алберта набавила једну од Канових скулптура.
Шкотска национална галерија има запажену колекцију дела шкотских уметника. Поред низа шкотских уметнина, Галерија поседује позамашну колекцију Тарнерових радова.